# 洛根縣 (奧克拉荷馬州)
洛根縣（英語：Logan County）是美国奧克拉荷馬州中部的一個郡，面積1,940平方公里。根據2020年美國人口普查，共有人口49,555人。縣治加斯里（Guthrie）該縣成立於1890年。縣名紀念代表伊利诺伊州的聯邦參議員、1884年美國總統選舉的副總統候選人約翰·A·洛根（John Alexander Logan）。